# أنابيل فيرنون
أنابيل فيرنون (بالإنجليزية: Annabel Vernon)‏ هي مجدفة بريطانية، ولدت في 1 سبتمبر 1982 في ترورو في المملكة المتحدة.

## وصلات خارجية
- أنابيل فيرنون على موقع الاتحاد الدولي للتجديف (الإنجليزية)
- أنابيل فيرنون على موقع اللجنة الأولمبية الدولية (الإنجليزية)
- أنابيل فيرنون على موقع أوليمبيديا (الإنجليزية)
- أنابيل فيرنون على موقع اللجنة الأولمبية البريطانية (الإنجليزية)